# Saint-Laurent-les-Bains
Saint-Laurent-les-Bains is een plaats en voormalige gemeente in het Franse departement Ardèche (regio Auvergne-Rhône-Alpes) en telt 182 inwoners (1999). De plaats maakt deel uit van het arrondissement Largentière. Saint-Laurent-les-Bains is op 1 januari 2019 gefuseerd met de gemeente Laval-d'Aurelle tot de gemeente Saint-Laurent-les-Bains-Laval-d'Aurelle. 

## Geografie
De oppervlakte van Saint-Laurent-les-Bains bedraagt 27,2 km², de bevolkingsdichtheid is 6,7 inwoners per km².
De onderstaande kaart toont de ligging van Saint-Laurent-les-Bains met de belangrijkste infrastructuur en aangrenzende gemeenten.

## Demografie
Onderstaande figuur toont het verloop van het inwonertal (bron: INSEE-tellingen).

Vanwege een beveiligingsprobleem met de MediaWiki Graph-software is het momenteel niet mogelijk deze grafiek weer te geven. Zodra de software is bijgewerkt zal de grafiek vanzelf weer zichtbaar worden.